# Teresa Saporitiová
Teresa Saporitiová, Bondiniová a později též Codecasová (italsky Teresa Saporiti, Bondini a Codecasa asi 12. března 1763, Bari – 17. března 1869, Milán) byla italská operní sopranistka působící v Praze. Byla představitelkou hlavních rolí Mozartových oper.

## Život a kariéra
Poprvé se Teresa Saporitiová provdala za pražského divadelního impresária a basistu Pasquale Bondiniho (1731 - 1789), jenž byl ředitelem Stavovského (Nosticova) divadla. V roce 1780 se manželům narodila dcera Marianna (1780 - 1813), která byla také operní zpěvačkou.
Saporitiová je známá zejména tím, že v roce 1787 ztvárnila roli Donny Anny v pražské premiéře Mozartova Dona Giovanniho, které bylo napsáno speciálně pro její hlas a rozsah.
V roce 1785, s italským hudebním souborem vedeným Astaritou, odcestovala do Petrohradu, kde se těšila značnému úspěchu jako primadona, zejména v komických operách, např. v Paisiellově Lazebníkovi sevilském nebo L. italiana in Londra Domenica Cimarosy. V roce 1796 účinkovala v Moskvě a vydala své vlastní dvě skladby - romance.
V roce 1789 v milánské Scale vystupovala v titulní roli v opeře Nitteti Francesca Bianchiho.
V Livornu v roce 1798 vystupovala pod příjmením svého druhého manžela jako Teresa Codecasa, v opeře La Merope od Sebastiana Nasoliniho.
Zemřela ve věku asi 106 let v roce 1869, mnoho let po ukončení své pěvecké kariéry.